# Presicce-Acquarica
Presicce-Acquarica est une commune de la province de Lecce dans la région des Pouilles, en Italie. La commune voit le jour le 15 mai 2019 à l'occasion de la fusion des communes de Presicce et d'Acquarica del Capo,.